# Burger Baron
Burger Baron est un nom utilisé par plusieurs restaurants de fast-food dans l'ouest du Canada.

## Histoire
Fondée en 1957 à Calgary ou à Lethbridge, en Alberta (l'emplacement et la propriété du premier site sont contestés), Burger Baron a été la première chaîne de restaurants avec service au volant dans l'Ouest canadien,. L'entreprise s'est rapidement développée dans toute la région mais a souffert lorsque les grandes chaînes américaines ont commencé à s'installer dans la région. La franchise d'origine a fait faillite et les restaurants actuels sont exploités de manière indépendante, avec des menus, des recettes, des enseignes et des publicités différents. Aujourd'hui, il existe encore des dizaines de Burger Baron dans l'Ouest canadien, mais ils sont surtout concentrés autour d'Edmonton et dans les petites villes de l'Alberta. Beaucoup de propriétaires sont des Canadiens d'origine libanaise, liés à Rudy Kemaldean d'Edmonton, qui a acheté le premier de ses sept restaurants en 1964, a embauché des membres de sa famille et des amis et les a encouragés à ouvrir leurs propres établissements sous le nom de Burger Baron.
Entre autres, Burger Baron est célèbre pour avoir été soutenu par Glen Sather, ancien entraîneur de hockey des Oilers d'Edmonton, et par d'autres anciens membres des Oilers d'Edmonton.
Plusieurs bâtiments de Burger Baron appartenaient auparavant à d'autres chaînes. Cinq d'entre eux faisaient partie de la chaîne locale Burger King, autrefois le principal rival de Burger Baron, qui a disparu lorsque la société mondiale Burger King a acquis les droits du nom pour le nord de l'Alberta en 1995. La chaîne locale Burger King détenait auparavant les droits de franchise de Poulet Frit à la Kentucky (PFK) et possédait des bâtiments au design standard de PFK de l'époque. Le Burger Baron du 111 Avenue 95 Street, qui appartenait à Wes Kemaldean, abritait autrefois le siège social de Burger King ainsi qu'un point de vente Burger King/PFK.
Dans les années 1980, une tentative de retour à un système de franchise a échoué lorsque les propriétaires indépendants n'ont pas réussi à se mettre d'accord. Un conflit juridique sur la marque déposée entre les membres de la famille des premiers propriétaires a été réglé dans les années 1990.

## Produits
Les Burger Baron proposent généralement plusieurs variantes de hamburgers, comme le Salisbury Burger et le Pizza Burger. Le Burger aux champignons est le plus populaire des Burger Baron[2]. Ces dernières années, l'une des principales caractéristiques de la chaîne a été les donairs de style Halifax

## Lieux
Les lieux où la chaîne est implantée sont : Caroline, Carstairs, Bonnyville, Drayton Valley, Edmonton (4), Hanna, High Prairie, Kelowna, Lac La Biche, Lacombe, Lamont, Leduc, Maskwacis, Mayerthorpe, Onoway, Raymond, Redwater, Rocky Mountain House, Saint-Paul, Sundre, Swan Hills, Tofield, Valleyview, Wabasca, Wainwright et Whitecourt.